# جيسبر كريستنسن
جيسبر كريستنسن (بالدنماركية: Jesper Christensen)‏ (و. 1948  م) هو ممثل أفلام دنماركي، ولد في كوبنهاغن.

## جوائز
حصل على جوائز منها:

Kanon Award for best actor in a leading role ‏، عن عمل: The King's Choice ‏ (2016)

## وصلات خارجية
- جيسبر كريستنسن على موقع IMDb (الإنجليزية)
- جيسبر كريستنسن على موقع قاعدة بيانات الأفلام العربية
- جيسبر كريستنسن على موقع ألو سيني (الفرنسية)
- جيسبر كريستنسن على موقع ميوزك برينز (الإنجليزية)
- جيسبر كريستنسن على موقع أول موفي (الإنجليزية)
- جيسبر كريستنسن على موقع قاعدة بيانات الأفلام السويدية (السويدية)
- جيسبر كريستنسن على موقع ديسكوغز (الإنجليزية)
- جيسبر كريستنسن على موقع قاعدة بيانات الفيلم (الإنجليزية)
- جيسبر كريستنسن على موقع كينوبويسك (الروسية)